# Herbie

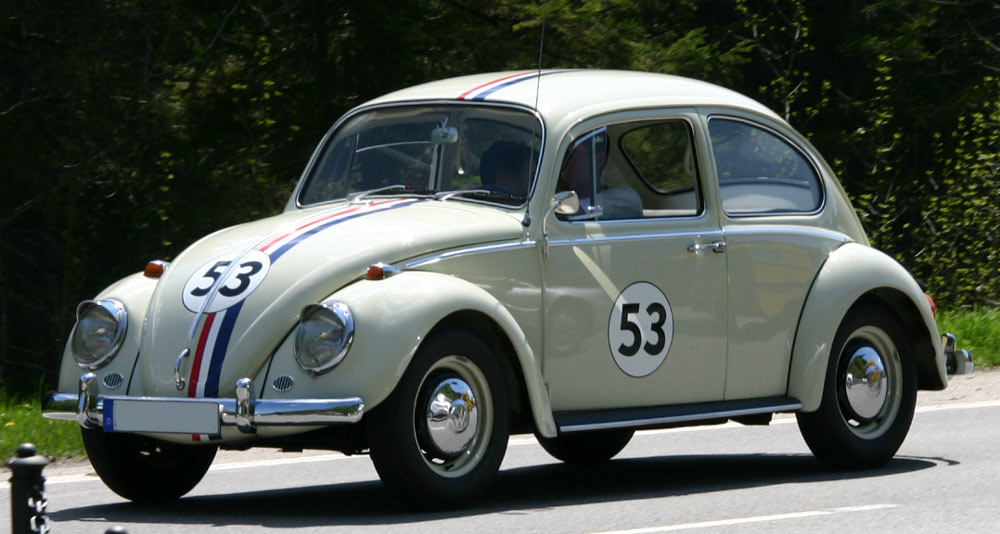
Herbie är kanske världens mest kända Volkswagen Typ 1

Herbie är en fiktiv Volkswagen Typ 1-bil  som figurerar i flera spelfilmer av Disney. Till skillnad från andra bilar har Herbie ett eget medvetande, och kan köra sig själv. Den deltar framgångsrikt i biltävlingar.

## Filmer
- Gasen i botten, Herbie (1968)
- Full speed igen, Herbie (1974)
- Herbie i Monte Carlo (1977)
- Herbie vild och galen (1980)
- Herbie the love bug (1997)[1]
- Herbie: Fulltankad (2005)